# Iglo
Ne doit pas être confondu avec un igloo.

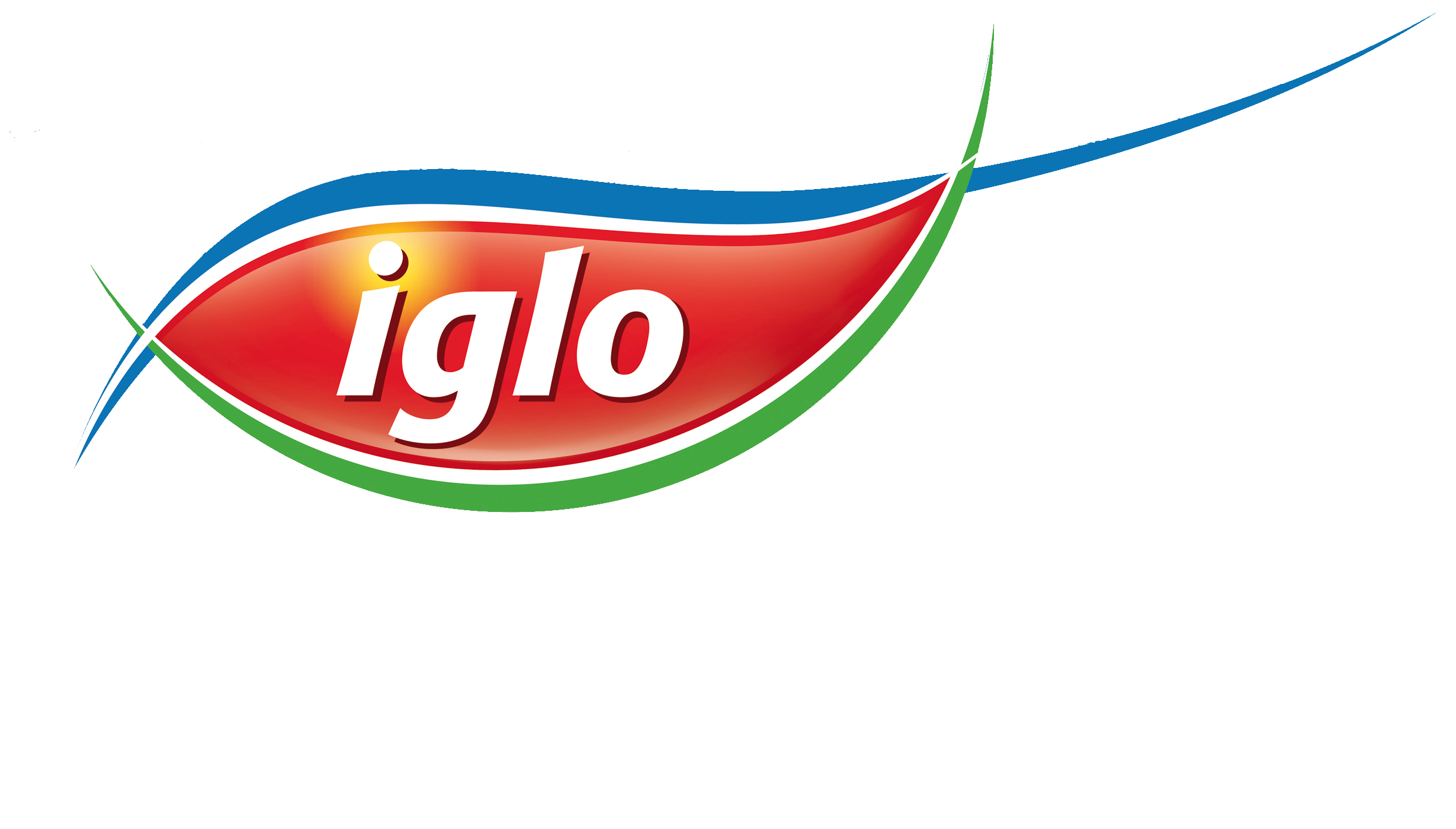
Logo de la marque Iglo

Iglo est une marque d'aliments surgelés, notamment de légumes et de poissons appartenant à la société américaine Nomad Foods (en).

## Historique
Iglo faisait partie[Quand ?] de la Cogesal, filiale d'Unilever spécialisée dans les produits surgelés, qui comprenait également les glaces Motta et Frigécrème.
En 1986, l'entreprise lance les poissons panés Captain Iglo.
À la fin des années 1990, d'après le magazine Capital, Unilever arrête ses investissements dans Iglo.
En 2006, le fonds d'investissement Permira rachète pour 1,7 milliard d'euros, à Unilever les marques BirdsEye et Iglo, qui sont rassemblées au sein du groupe BirdsEye Iglo,.
En 2010, il rachète l'entreprise italienne Compagnia Surgelati Italiana SPA pour 800 millions d'euros, et intègre au groupe la marque Findus, présente uniquement en Italie.
Le 26 mars 2012, Permira tente sans succès de vendre le groupe, renommé Iglo en 2011, aux fonds d'investissements The Blackstone Group et BC Partners,.
Le 20 avril 2015, Permira vend la société Iglo à l’américain Nomad Foods (en) pour 2,6 milliards d'euros et ne conserve que 9 % des actions.

## Distribution
La marque est présente dans de nombreux pays européens. En Angleterre, elle s'appelle Birds Eye, et en Italie Findus, mais il ne s'agit pas de produits commercialisés par la marque suédoise Findus, ses produits sont identiques à ceux vendus sous la marque Iglo dans les autres pays.